# Mateja Kežman
Mateja Kežman (Servisch: Матеја Кежман) (Belgrado, 12 april 1979) is een Servisch voormalig voetballer die speelde als spits. Hij was van 1996 tot en met 2012 actief voor onder meer Partizan Belgrado, PSV, Chelsea, Atlético Madrid, Paris Saint-Germain, Fenerbahçe en Zenit Sint-Petersburg. Kežman was van 2000 tot en met 2006 international van Servië en Montenegro, waarvoor hij 49 interlands speelde en 17 keer scoorde.

## Carrière
Kežman begon als voetballer op zestienjarige leeftijd bij FK Zemun, waarna hij zijn carrière voortzette bij Radnicki Pirot, FK Loznica, Sartid Smederevo en Partizan Belgrado. Hij tekende begin 2000 bij PSV, waar hij de opvolger moest worden van Ruud van Nistelrooij. De Eindhovense club betaalde €14.000.000,- voor hem, een clubrecord. Kežman speelde in totaal vier seizoenen voor PSV, waarin hij driemaal topscorer van de Eredivisie werd. In het seizoen 2002/03 maakte Kežman 35 doelpunten, waarmee hij - samen met Luis Suárez - op de gedeelde vijfde plaats staat in de all-time topscorerslijst van de Eredivisie.
In het seizoen 2003/04 slaagde Kežman erin om in de eerste vijf speelronden van de Eredivisie telkens minimaal één keer te scoren. Recordhouder op dit gebied is de IJslander Pétur Pétursson die in het seizoen 1979/80 namens Feyenoord in de eerste acht competitiewedstrijden doel trof.
PSV verkocht Kežman in 2004, evenals zijn ploeggenoot Arjen Robben, aan Chelsea. Hij kwam in een seizoen waarin Chelsea onder meer Engels landskampioen werd, 41 keer uit voor de ploeg, waarvan 27 keer als invaller. In die wedstrijden scoorde hij zevenmaal. Na een jaar gespeeld te hebben voor Atlético Madrid tekende hij eind augustus 2006 bij Fenerbahçe, om vervolgens in augustus 2008 verhuurd te worden aan Paris Saint-Germain. In november 2010 werd in onderling overleg met de club besloten om zijn contract bij PSG per direct te ontbinden. Vanaf januari 2011 speelde hij bij South China AA in de Hong Kong First Division League. Na een seizoen vertrok hij bij de club om op zoek te gaan naar een nieuwe club. Eind augustus 2011 tekende hij BATE Borisov, waarmee hij in de UEFA Champions League speelde en de Vysjejsjaja Liga won. In januari 2012 keerde hij terug bij South China AA voor twee wedstrijden om de Asian Challenge Cup. Zijn laatste wedstrijd speelde hij op 26 januari 2012 tegen Guangzhou R&F. Hierna beëindigde hij zijn voetbalcarrière.
Kežman houdt het record voor de snelste rode kaart tijdens een EK. Tijdens Euro 2000 was hij in de wedstrijd Joegoslavië-Noorwegen wisselspeler. 37 seconden nadat hij in het veld gekomen was mocht hij alweer vertrekken na een onbesuisde tackle.
Een ander record dat hij in handen heeft is dat van de meest behaalde landskampioenschappen in verschillende landen, een record dat hij deelt met Robinho. Kežman pakte namelijk de titel in Joegoslavië, Nederland, Engeland, Turkije en Wit-Rusland.

## Na het voetbal
Na zijn spelerscarrière werd Kežman voetbalmakelaar. Hij kwam in oktober 2018 in het nieuws toen Dejan Veljković, die werkt voor zijn makelaarskantoor, werd gearresteerd door de Belgische justitie in het kader van de Operatie Propere Handen.

## Erelijst
- Joegoslavisch landskampioen: 1998/99.
- Nederlands landskampioen: 2000/01, 2002/03.
- Engels landskampioen: 2004/05.
- Engelse League Cup: 2004/05.
- Turks landskampioen: 2006/07.
- Turkse Supercup 2007/08.
- Hong Kong League Cup: 2011.
- Wit-Russisch landskampioen: 2011.

## Persoonlijke prijzen
2003:
- Zilveren Schoen (Tweede plaats in het Europese topscorersklassement met 35 doelpunten)
- Nederlandse Gouden Schoen (Beste speler in de Eredivisie)